# Gehäng

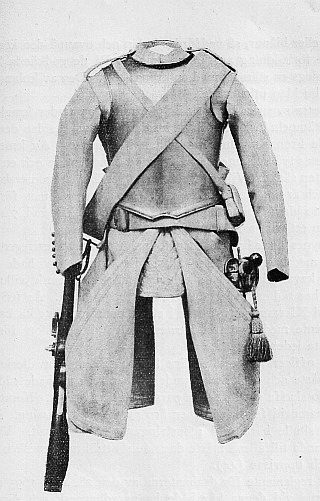
Mundering 1695.

Gehäng, axelgehäng eller livgehäng är en rem vari sidovapnet fästes och hängs, antingen runt midjan som för livgehänget eller över axeln som för bantläret. Sidovapnet kunde tex vara en värja, hirschfängare eller sabel.
Under 16-1700-talet var dessa gehäng ofta tillverkade av sämskat älg- eller oxskinn och i förekommande fall stofferade med s.k. västgötaband. De kunde även regleras (förlängas och förkortas) med en sölja av tex mässing.
Bilden visar en svensk kavallerimundering från år 1695 med ett livgehäng för värjan nedanför harnesket.